# Tipus de pila

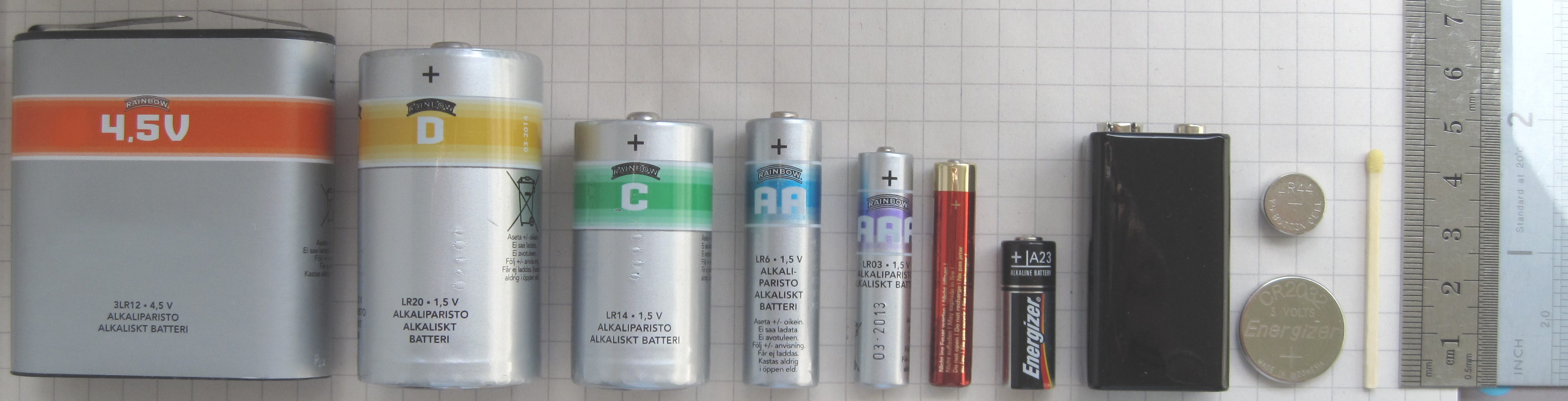
Bateries 3LR12 (4,5 volts), D, C, AA, AAA, AAAA, A23 (12 volts), PP3 (9 volts), CR2032 (3 volts) i LR44

Aquest article enumera les mides, les formes i les característiques generals d'alguns tipus de piles primàries i secundàries habituals en ús domèstic i industrial.
Històricament el terme "bateria" es referia a un conjunt de piles electroquímiques connectades en sèrie, no obstant això, en l'actualitat, el terme ha arribat a referir-se a qualsevol conjunt de piles (o cel·les) empaquetades en un contenidor comú amb connexions externes que es subministren com a font d'energia per a dispositius elèctrics. Aquest fet porta a la varietat de factors de forma normalitzats disponibles actualment.
La llarga història de piles seques d'un sol ús va fer que s'utilitzessin molts estàndards diferents tant a nivell nacional com del fabricant per a normalitzar les mides de les piles, molt abans que s'acordessin normes internacionals. Les normes tècniques per a mides i tipus de bateries són publicades per Organismes de normalització com la International Electrotechnical Commission (IEC) i l'American National Standards Institute (ANSI). Les actuals denominacions dels fabricants o fabricants encara es fan referència a moltes mides populars, apart de que algunes designacions no sistemàtiques han estat incloses en els estàndards internacionals actuals a causa del seu ampli ús.
La nomenclatura completa per a una bateria, especifica: la mida, la química, la disposició dels terminals i les característiques especials. Unes mateixes mides de cel·la o mida de bateria, sent intercanviables físicament poden tenir característiques molt diferents; L'intercanviabilitat física no és l'únic factor a tenir en compte al substituir una pila.

## Llista general
- Les piles de 6 V, 9 V i 12 V se solen fabricar mitjançant múltiples d'elements de 1.5 V en sèrie.
- Quan s'utilitzen acumuladors (NiMH o NiCd), el voltatge total ha de multiplicar-se per 0,83, ja que cada element subministra 1,24 V en lloc d'1,5 V.
- Hi ha acumuladors alcalins que subministren 1,5 V. La norma europea aplicable és IEC 60086-1  Primary batteries - Part 1: General  (Norma anglesa: BS397).
- La sèrie LR-xx indica que són piles alcalines. Les de zinc-carbó no porten la "L": R-6, R-20, etc.
- La norma nord-americana aplicable és la norma ANSI C18.1  American National Standard for Dry Cells and Batteries-Specifications .

| USA                | IEC     | ANSI  | Altres                                                | Forma                                                       | Voltatge               |
| ------------------ | ------- | ----- | ----------------------------------------------------- | ----------------------------------------------------------- | ---------------------- |
| PRISMA RECTANGULAR |         |       |                                                       |                                                             |                        |
|                    |         |       | Llanterna, 996                                        | prisma 68 mm × 68 mm × 115 mm                               | 6 V (nota)             |
|                    |         |       | Ràdio, llanterna, PC926                               | prisma 127 mm × 136,5 mm × 73 mm alt, terminals rosca       | 12 V (nota)            |
|                    | 3R12    |       | GP312S                                                | prisma 67 mm × 62 mm × 22 mm                                | 4,5 V                  |
|                    | 4R25X   | 908   | ràdio, MN908                                          | prisma 67,7 mm × 67,7 mm × 110 mm, terminals de moll        | 6 V (nota)             |
|                    | 4R25    | 915   | ràdio                                                 | prisma 67,7 mm × 67,7 mm × 110 mm, terminals rosca          | 6 V (nota)             |
|                    | 4LR25-2 | 918A  | MN918                                                 | prisma 127 mm × 136,5 mm × 73 mm, terminals rosca           | 6 V (nota)             |
| PP3                | 6LR61   | 1604A | 6F22, 6R61, MN1604, 9V                                | prisma 48 mm × 25 mm × 15 mm                                | 9 V (nota)             |
| PP6                | 6F22    | 1602  | 6F50-2, Energizer 246                                 | prisma 69,9 mm × 34,5 mm × 34,5 mm                          | 9 V (nota)             |
| PP9                | 6F100   | 1603  |                                                       | prisma 51,6 mm × 65,1 mm × 80,2 mm                          | 9 V (nota)             |
| A                  |         |       | alimentació de filaments de receptors de ràdio antics | prisma de diverses mides                                    | 6 V                    |
| B                  |         |       | alimentació de placa de receptors de ràdio antics     | prisma de diverses mides, de vegades amb preses intermèdies | 45 V, 60 V, 90 V, etc. |
| C                  |         |       | polarització de reixeta de receptors de ràdio antics  | prisma de diverses mides, de vegades amb preses intermèdies | 4,5 V, 6 V, 9 V, etc.  |
| CILÍNDRIC          |         |       |                                                       |                                                             |                        |
| AAAA               |         | 25A   | MN2500                                                | cilindre L 42 mm, D 8 mm                                    | 1,5 V                  |
| AAA                | LR03    | 24A   | R03, MN2400, AM4, UM4, HP16, Micro                    | cilindre L 44,5 mm, D 10,5 mm                               | 1,5 V                  |
| 1/3 AAA            |         |       |                                                       | cilindre, L 20,5 mm, D 10,5 mm                              | 1,5 V                  |
| 2/3 AAA            |         |       |                                                       | cilindre, L 30mm, D 10,5 mm                                 | 1,5 V                  |
| 4/3 AAA            |         |       |                                                       | cilindre, L 60mm, D 10,5 mm                                 | 1,5 V                  |
| 5/3 AAA            |         |       |                                                       | cilindre, L 67mm, D 10,5 mm                                 | 1,5 V                  |
| 1/4 AAA            |         |       |                                                       | cilindre, L 14mm, D 10,5 mm                                 | 1,5 V                  |
| 5/4 AAA            |         |       |                                                       | cilindre, L 50mm, D 10,5 mm                                 | 1,5 V                  |
| AA                 | LR06    | 15A   | R06, MN1500, AM3, UM3, HP7, Mignon                    | cilindre L 50 mm, D 14,2 mm                                 | 1,5 V                  |
| 1/3 AA             |         |       |                                                       | cilindre, L 17,5 mm, D 14,2 mm                              | 1,5 V                  |
| 2/3 AA             |         |       |                                                       | cilindre, L 28,7 mm, D 14,2 mm                              | 1,5 V                  |
| 4/3 AA             |         |       |                                                       | cilindre, L 65,2 mm, D 14,2 mm                              | 1,5 V                  |
| 4/5 AA             |         |       |                                                       | cilindre, L 43mm, D 14,2 mm                                 | 1,5 V                  |
| A                  |         |       |                                                       | cilindre L 50 mm, D 17 mm                                   | 1,5 V                  |
| 1/3 A              |         |       |                                                       | cilindre, L 21mm, D 17mm                                    | 1,5 V                  |
| 2/3 A              |         |       |                                                       | cilindre, L 28.5mm, D 17mm                                  | 1,5 V                  |
| 4/5 A              |         |       |                                                       | cilindre, L 43mm, D 17mm                                    | 1,5 V                  |
| C                  | LR14    | 14A   | R14, um2, MN1400, HP11, Baby                          | cilindre L 46 mm, D 26 mm                                   | 1,5 V                  |
| 2/3 C              |         |       |                                                       | cilindre, L 31mm, D 26mm                                    | 1,5 V                  |
| Sub C              |         |       |                                                       | cilindre, L 43 mm, D 23 mm                                  | 1,5 V                  |
| 2/3 Sub C          |         |       |                                                       | cilindre, L 28mm, D 23 mm                                   | 1,5 V                  |
| 4/3 Sub C          |         |       |                                                       | cilindre, L 50mm, D 23 mm                                   | 1,5 V                  |
| 4/5 Sub C          |         |       |                                                       | cilindre, L 34mm, D 23 mm                                   | 1,5 V                  |
| D                  | LR20    | 13A   | R20, MN1300, UM1, HP2, Mono                           | cilindre L 58 mm, D 33 mm                                   | 1,5 V                  |
| 1/2 D              |         |       |                                                       | cilindre, L 37 mm, D 33 mm                                  | 1,5 V                  |
| 4/3D               |         |       |                                                       | cilindre, L 89mm, D 33 mm                                   | 1,5 V                  |
| F                  |         |       |                                                       | cilindre L 87 mm, D 32 mm                                   | 1,5 V                  |
| G                  |         |       |                                                       | cilindre L 105 mm, D 32 mm                                  | 1,5 V                  |
| J                  |         |       |                                                       | cilindre L 150 mm, D 32 mm                                  | 1,5 V                  |
| N                  | LR1     | 910A  | Lady i les de la calculadora HP-41                    | cilindre L 30,2 mm, D 12 mm                                 | 1,5 V                  |
| CR123A             |         |       |                                                       | cilindre L 34,5 mm, D 16 mm                                 | 3 V                    |
| BOTÓ GRAN          |         |       |                                                       |                                                             |                        |
| CR 1616            |         |       |                                                       | botó, H 1,6 mm, D 16mm                                      | 3V                     |
| CR 1620            |         |       |                                                       | botó, H 2 mm, D 16mm                                        | 3V                     |
| CR 2016            |         |       |                                                       | botó, H 1,6 mm, D 20 mm                                     | 3V                     |
| CR 2025            |         |       |                                                       | botó, H 2,5 mm, D 20 mm                                     | 3V                     |
| CR 2032            |         |       |                                                       | botó, H 3,2 mm, D 20 mm                                     | 3V                     |
| CR 2430            |         |       |                                                       | botó, H 3 mm, D 24,5 mm                                     | 3V                     |
| CR 2450            |         |       |                                                       | botó, H 5mm, D 24,5 mm                                      | 3V                     |
| BOTÓ               |         |       |                                                       |                                                             |                        |
|                    | LR44    |       | Alcalina                                              | botó, H 5,4 mm, D 11,6 mm                                   | 1,5 V                  |
| PX28               |         |       | Òxid mercúric, ja no es fabrica                       | botó, H 25,2 mm, D 13mm                                     | 6V                     |
| PX28S              |         |       | Òxid d'argent; substitut de PX28                      | botó, H 25,2 mm, D 13mm                                     | 6,2 V                  |
| PX28L              | L544    |       | Ions de liti; substitut de PX28                       | botó, H 25,2 mm, D 13mm                                     | 6V                     |
| ALTRES             |         |       |                                                       |                                                             |                        |

## Piles de càmeres
A part d'altres tipus, les càmeres digitals i de cinema solen utilitzar piles primàries especialitzades per produir un producte compacte. Les llanternes i dispositius electrònics portàtils també poden utilitzar aquest tipus.
| Imatge (Mida AA per escala) | Noms        | Noms                                                                                  | Noms           | Noms                    | Capacitat Típica (mAh)                     | Tensió nominal (V)    | Forma                              | Maquetació del terminal                                                                       | Dimensions                          | Comentaris |
| Imatge (Mida AA per escala) | El més comú | Altres noms                                                                           | IEC            | ANSI                    | Capacitat Típica (mAh)                     | Tensió nominal (V)    | Forma                              | Maquetació del terminal                                                                       | Dimensions                          | Comentaris |
| --------------------------- | ----------- | ------------------------------------------------------------------------------------- | -------------- | ----------------------- | ------------------------------------------ | --------------------- | ---------------------------------- | --------------------------------------------------------------------------------------------- | ----------------------------------- | --- |
|                             | CR123A      | Bateria per càmera A 123 CR123 17345 16340 CR-123A 6135-99-851-1379 (NSN)             | CR17345 (liti) | 5018LC (liti)           | 1500 (liti) 700 (recarregable per ions Li) | 3 (liti) 3.6 (Li-ion) | Cilindre                           | +: Extrem del cilindre nub -: extrem extrem oposat                                            | H: 34,5 mm Ø: 17 mm                 | Una bateria primària de liti, no intercanviable amb els tipus de zinc. Una versió recarregable d'ions de liti està disponible de la mateixa mida i és intercanviable en alguns usos. D'acord amb envasos de consum, substitueix (BR) A. A Suïssa a A 2008 , aquestes bateries van representar un 16% de les vendes de bateries de càmeres de liti. S'utilitza en llanternes i depuradors d'aigua UV. |
|                             | CR2         | 15270 (recarregable en ions Li, 800 mA) 15266 (Li-ion, 600 mA) 6135-99-606-3982 (NSN) | CR15H270       | 5046LC                  | 750 (liti) 600/800 (tipus Li-ion)          | 3 (liti) 3.6 (Li-ion) | Cilindre                           | +: Extrem del cilindre nub -: extrem extrem oposat                                            | H: 27 mm Ø: 15,6 mm                 | Corrent de descàrrega estàndard: 10 mA Un tipus de bateria habitual en càmeres i equips fotogràfics. A Suïssa a A 2008 , aquestes bateries van representar el 6% de les vendes de bateries de càmeres de liti. |
|                             | 2CR5        | EL2CR5 DL245 RL2CR5 6135-99-577-2940 (NSN)                                            | 2CR5           | 5032LC                  | 1500                                       | 6                     | Cilindre doble. Clau.              | Tots dos en un extrem. Espai entre el centre de terminals 16 mm.                              | H: 45 mm L: 34 mm W: 17 mm          | S'utilitza habitualment en càmeres de cinema i digitals. Formada de manera que no es pot inserir al compartiment de les bateries d'una sola manera. Conté 2 cel·les CR5. |
|                             | CR-P2       | BR-P2 223A CR17-33 5024LC                                                             | CR-P2          | 5024LC                  | 1500                                       | 6                     | Cilindre doble. Clau.              | Tots dos en un extrem. Diàmetre del terminal: 8,7 mm Espai entre el centre terminal: 16,8 mm. | H: 36 mm L: 35 mm W: 19,5 mm        | Formada de manera que no es pot inserir al compartiment de les bateries d'una sola manera. Massa típica: 37 g. Contenen dues bateries de 3 V intercanviables amb bateries CR123. |
|                             | CR-V3       | CRV3 RCR-V3 (Li-ion)                                                                  |                | 5047LC 5047LF (primari) | 3000 (liti) 1300 (Li-ion)                  | 3 (liti) 3.6 (Li-ion) | Paquet pla de doble cilindre Clau. | Tots dos en un extrem                                                                         | H: 52,20 mm L: 28,05 mm W: 14.15 mm | La mateixa mida que dues piles R6 (AA) una al costat de l'altra. També es realitza un tipus recarregable en aquesta mida. Es pot utilitzar en alguns dispositius no dissenyats explícitament per a CR-V3, especialment en càmeres digitals. |
|                             | CP1         | DLCP1 DL-CP1C                                                                         | CP3553         |                         | 2300                                       | 3                     | Prismàtic.                         | Tots dos en un extrem.                                                                        | H: 57 mm L: 35 mm W: 7 mm           | Formada de manera que no es pot inserir al compartiment de les bateries d'una sola manera. Ja no és fabricat per Duracell ni figura al seu lloc web oficial, però encara es distribueix al 28 de febrer de 2017 per alguns venedors. Massa típica: 31 g. Equivalent d'un sol ús de la bateria recarregable de la càmera Li-ion Nikon EN-EL5.                                                         |

## Piles de botó, de moneda i de rellotge

### Piles de liti

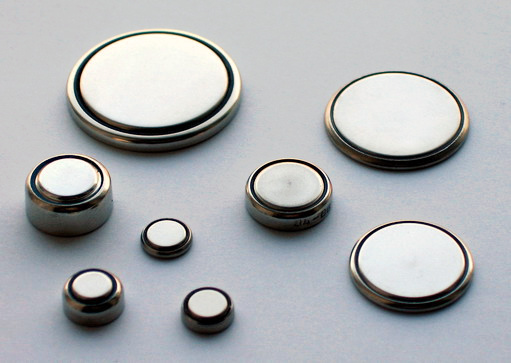
Piles moneda de diversos diàmetres i gruixos.

Les piles amb forma de moneda són primes en comparació amb el seu diàmetre. La polaritat sol estar estampada a la caixa metàl·lica.
El prefix IEC "CR" indica química de liti/diòxid de manganès. Atès que les piles de Li-MnO₂ produeixen 3 volts, no hi ha químiques alternatives àmpliament disponibles per a una bateria de moneda de liti. El prefix "BR" indica una pila rodona de monofluorur de liti/carboni. Vegeu la bateria de liti per conèixer les diferents característiques de rendiment. Una pila de Li-MnO₂ pot substituir dues piles alcalines o d'òxid d'argent.
Els números de designació IEC indiquen les dimensions físiques de la cel·la cilíndrica. A les cel·les de menys d'un centímetre de gruix se'ls assignen nombres de quatre dígits, on els dos primers dígits són el diàmetre en mil·límetres, mentre que els dos últims dígits són el gruix en dècimes de mil·límetre. A les cel·les més gruixudes se'ls assignen nombres de cinc dígits, on els dos primers dígits són el diàmetre en mil·límetres, seguits dels tres últims dígits que indiquen el gruix en dècimes de mil·límetre.

Totes aquestes piles de liti tenen una tensió nominal de 3 volts (en càrrega), amb un voltatge de circuit obert d'uns 3,6 volts. Els fabricants poden tenir els seus propis números de peça per a piles de mida estàndard IEC. La capacitat indicada és una descàrrega amb resistència constant fins a 2,0 volts per pila.

### Piles alcalines i d'òxid d'argent
Les piles de botó rodones tenen gruixos inferiors al seu diàmetre. La caixa metàl·lica és el terminal positiu i la tapa és el terminal negatiu.
Les cel·les botó s'utilitzen habitualment en rellotges, rellotges i temporitzadors elèctrics. Bateries IEC que compleixen l'estàndard internacional IEC 60086-3 per a bateries de rellotge portar un sufix "W". Altres usos inclouen calculadores, punters làser, joguines, "parpelles" LED i novetats.
Els números de designació IEC indiquen les dimensions físiques de la cel·la cilíndrica. A les cel·les de menys d'un centímetre de gruix se'ls assignen nombres de quatre dígits, on els dos primers dígits són el diàmetre en mil·límetres, mentre que els dos últims dígits són el gruix en dècimes de mil·límetre. A les cel·les més altes s'assignen nombres de cinc dígits, on els dos primers dígits són el diàmetre en mil·límetres, seguits dels tres últims dígits que indiquen el gruix en dècimes de mil·límetre.

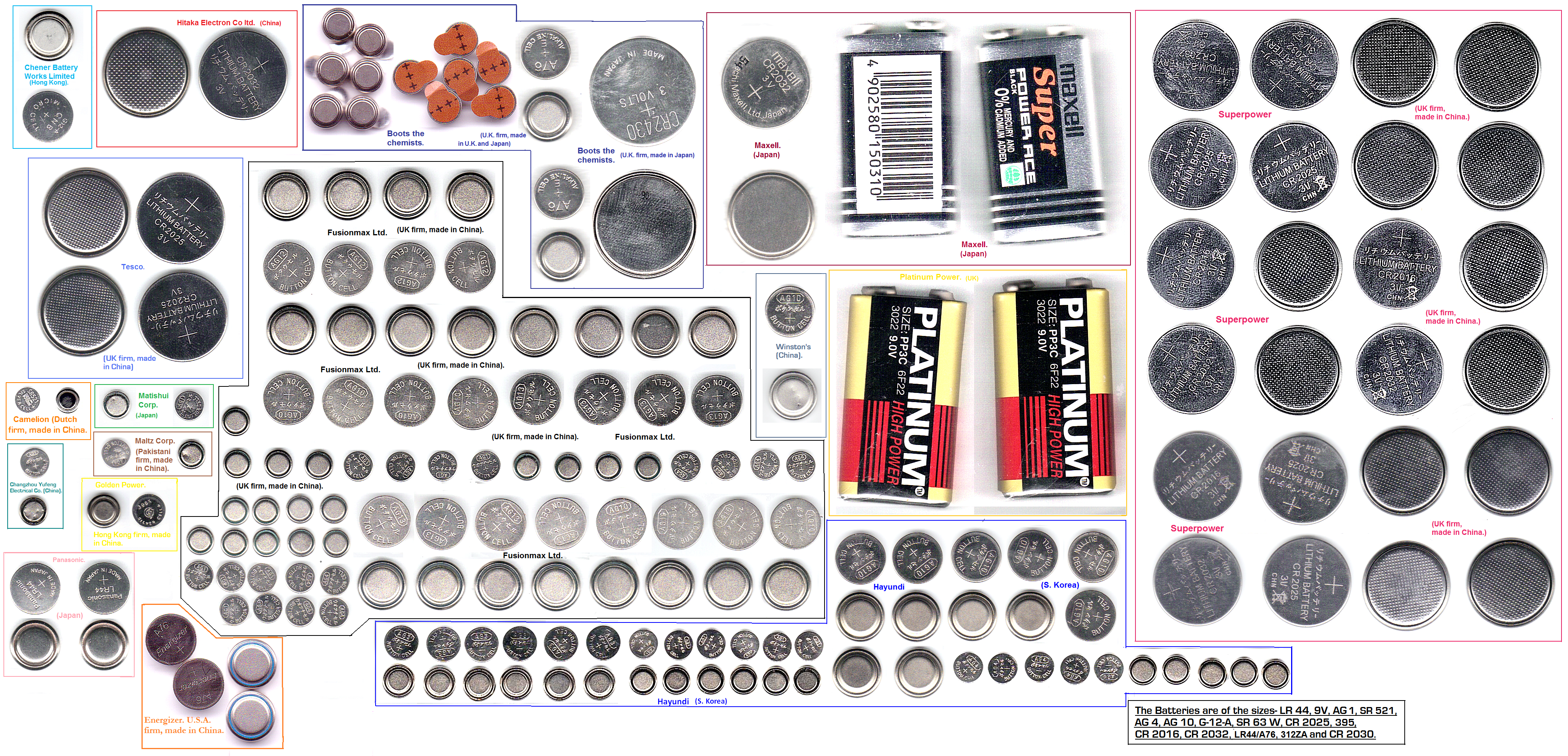
Mides variades de piles tipus botó i moneda, incloent-hi les d'òxids alcalins i d'argent. També hi ha quatre piles rectangulars de 9V per a la comparació de mides. Amplia per veure les marques del codi de les piles del botó i de moneda.

En les designacions IEC, els tipus cel·lulars amb prefix "SR" utilitzen química d'òxids d'argent i proporcionen 1,55 volts, mentre que les bateries prefixades "LR" utilitzen química alcalina i proporcionen 1,5 volts. Els prefixos comuns de fabricants alternatius per a aquests dos tipus són "SG" per a l'òxid d'argent i "AG" per a alcalins. Com que no hi ha noms "comuns" més enllà de la designació AG, molts venedors utilitzen aquestes quatre designacions de manera intercanviable per a la mateixa cel·la de mida física.
Les diferències funcionals són que les bateries d'òxid d'argent tenen un 50% de capacitat més gran que la química alcalina, una tensió en descens relativament lentament durant la descàrrega en comparació amb tipus alcalins de la mateixa mida i una resistència de fuites superior. La capacitat d'energia final d'una bateria d'argent pot ser igual al doble de la d'un alcalí. També és preferible una cel·la d'argent amb característica de descàrrega plana per a dispositius que necessiten un voltatge constant, com ara mesuradors fotogràfics de llum, i dispositius que no funcionin per sota d'un determinat voltatge; per exemple, alguns calibres digitals, que no funcionen per sota d'1,38 V.
Les bateries alcalines solen ser més barates que els equivalents d'òxid d'argent. De vegades es subministren dispositius barats equipats amb bateries alcalines, tot i que es beneficiarien de l'ús de piles d'òxid d'argent. Les piles d'òxid d'argent esgotades sovint es reciclen per recuperar el seu contingut en metalls preciosos, mentre que les piles alcalines esgotades es rebutgen amb escombraries domèstiques o es reciclen, segons les pràctiques locals.
Les piles de mercuri antigament es feien en mides de botons per a rellotges, però a causa de l'eliminació descuidada i el resultat de contaminació per mercuri, ja no hi ha disponibles. Aquesta és també una preocupació pels usuaris d'equips de càmera d'època, que normalment utilitzaven una bateria de botons de mercuri al mesurador d'exposició per la seva característica de tensió molt constant. S'han produït bateries de mercuri no substituïdes per reemplaçar certes bateries de mercuri discontinuades, normalment mitjançant la incorporació d'un regulador de tensió en miniatura per simular les característiques de descàrrega de tensió plana de les bateries originals.
A la taula següent, es mostren mides per al número IEC d'òxid d'argent; els tipus i la capacitat s'identifiquen com "(L)" per a alcalines, "(M)" per a mercuri (ja no es fabriquen) i "(S)" per a òxid d'argent. Algunes mides es poden utilitzar de forma intercanviable en els suports de bateries. Per exemple, la cel·la 189/389 és 3.1 mm de gruix i es va designar 1131, mentre que la mida 190/390 és de 3,0 mm de gruix i va ser designat 1130, però un suport de bateria acceptarà qualsevol mida.

### Piles de zinc-aire (audífons)

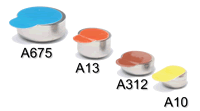
Bateries de zinc-aire per a audiòfons

Les bateries de zinc-aire són piles de botó que utilitzen oxigen a l'aire com a reactant i tenen una capacitat molt elevada per la seva mida. Cada pila necessita al voltant d'1 cc d'aire per minut a una velocitat de descàrrega de 10 mA. Aquestes piles s'utilitzen habitualment en audiòfons. Una pestanya segellant manté l'aire fora de la cel·la en emmagatzematge; poques setmanes després de trencar el segell, l'electròlit s'asseca i la bateria ja no es pot utilitzar, independentment de l'ús. La tensió nominal de descàrrega és de 1,2 V.
| Noms        | Noms                                                    | Noms | Noms   | Típic </br> Capacitat </br> (mAh) | Dimensions </br> dia. × h. </br> (mm) | Comentaris                                       |
| El més comú | Altres comuns                                           | IEC  | ANSI   | Típic </br> Capacitat </br> (mAh) | Dimensions </br> dia. × h. </br> (mm) | Comentaris                                       |
| ----------- | ------------------------------------------------------- | ---- | ------ | --------------------------------- | ------------------------------------- | ------------------------------------------------ |
| 5           | Pestanya vermella, AC5, ZA5                             | PR63 | 7012ZD | 33                                | 5,8 × 2,5                             | Marcat com "interromput" al catàleg d'Energizer. |
| 10          | Pestanya groga, AC10, AC10 / 230, DA10, DA230, ZA10     | PR70 | 7005ZD | 91                                | 5,8 × 3,6                             |                                                  |
| 13          | Pestanya taronja, ZA13                                  | PR48 | 7000ZD | 280                               | 7,9 × 5,4                             |                                                  |
| 312         | Pestanya marró </br> 6135-99-752-3528 (NSN) </br> ZA312 | PR41 | 7002ZD | 160                               | 7,9 × 3,6                             |                                                  |
| 630         | DA630                                                   |      | 7007Z  | 1.000                             | 15,6 × 6,2                            | Ja no figura a la llista de Duracell             |
| 675         | Pestanya blava, ZA675                                   | PR44 | 7003ZD | 600                               | 11,6 × 5,4                            |                                                  |
| AC41E       |                                                         | PR43 | 7001Z  | 390                               | 11,6 × 4,2                            | Descatalogat                                     |

## Piles d'ió-liti (recarregables)

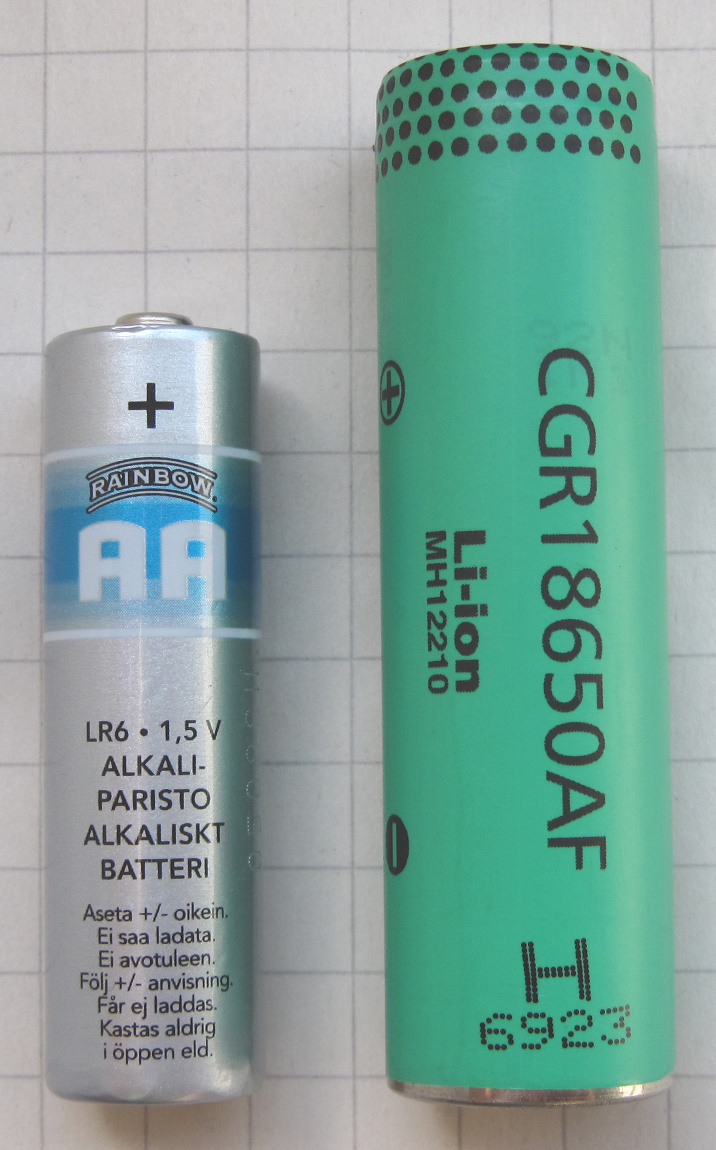
Una bateria alcalina de mida AA i una bateria d'ió-liti 18650

### Pila cilíndrica d'ió-liti
Les bateries recarregables d'ions de liti no són generalment intercanviables amb tipus primaris amb diferents substàncies químiques, tot i que algunes mides de cèl·lules primàries de liti tenen equivalents recarregables d'ions de liti. La majoria de cèl·lules cilíndriques recarregables utilitzen una química amb una tensió nominal al voltant de 3,7 volts, però les cèl·les LiFePO ₄ generen només 3,2 volts.
Les piles d'ió de liti es fabriquen en diverses mides, sovint s'uneixen en paquets per a equips portàtils. També es disposa de molts tipus amb un circuit de protecció interna per evitar danys de sobreeixida i de curtcircuit. Això pot augmentar la seva llargària física; per exemple, un 18650 és al voltant de 65 mm (2.56 in) de llargària, però pot estar al voltant dels 68 mm (2.68 in) de llargària amb un circuit de protecció interna. La recàrrega segura i econòmica requereix un carregador especificat per a aquestes piles. Entre les aplicacions més populars s'empren com bateries de PC's portàtils, cigarrets electrònics, llanternes, vehicles elèctrics i eines elèctriques sense fils.
Els números de designació que s'utilitzen habitualment indiquen les dimensions físiques de la cel·la cilíndrica (en mm: 18650 = 18mm x 65,0mm), d'una manera similar al sistema utilitzat per a piles primàries de botons de liti. Les cel·les recarregables més grans se'ls sol assignar nombres de cinc dígits, on els dos primers dígits són el diàmetre (aproximat) en mil·límetres, seguit dels tres últims dígits que indiquen la llargària (aproximada) en dècimes de mil·límetre.

### Llista de piles d'ió-liti
| Noms                           | Noms                  | Capacitat típica (mAh) | Dimensions en mm | Dimensions en mm | Commentaris |
| ID = {\displaystyle 1000d+10l} | Altres noms.          | Capacitat típica (mAh) | Diàmetre         | Llargària        | Commentaris |
| ------------------------------ | --------------------- | ---------------------- | ---------------- | ---------------- | --- |
| 08570                          |                       | 280                    | 8.5              | 57               | S'utilitza en alguns cigarrets electrònics . |
| 10180                          | Lithium ion 1⁄3 AAA   | 90                     | 10               | 18               | Algunes vegades anomenada 1⁄3 AAA. Usada en llinternes petites |
| 10280                          | Lithium ion 2⁄3 AAA   | 200                    | 10               | 28               | S'utilitza en llinternes petites |
| 10440                          | Lithium-ion tipus AAA | 340                    | 10               | 44               | La mateixa mida que una pila tipus AAA. |
| 14250                          | Lithium ion 1⁄2 AA    | 300                    | 14               | 25               | La mateixa mida que 1 ⁄ ₂ pila tipus AA. Emprada en la llanterna Lummi RAW |
| 14430                          |                       | 400                    | 14               | 43               | S'utilitza en llums solars de jardí, i en màquines d'afaitar recarregables (per exemple, algunes Philips / Norelco). |
| 14500                          | Lithium-ion tipus AA  | 700–800                | 14               | 53               | La mateixa mida que una pila tipus AA. Alguns models amb un circuit de protecció són més llargues. Les piles de la marca SAFT (2600mAh) no són recarregables. S'utilitza en moltes llanternes LED.                                                                                               |
| 14650                          |                       | 940-1600               | 14               | 65               | Aproximadament 5 ⁄ 4 de llargària d'una cèl·lula AA. |
| 15270                          |                       | 450–600                | 15               | 27               | Substitut de liti primari CR2. La tensió nominal sol ser de 3V. |
| 16340                          | CR123A                | 500–1000               | 16               | 34               | Suplent alternatiu de la pila primaria de liti CR123A. (16 × 36, algunes versions protegides). |
| 16650                          |                       | 1600–2700              | 16               | 65               | Fabricada per Sanyo i alguns altres, és una versió estreta de les cel·les.18650 |
| 17500                          | tipus A               | 1100                   | 17               | 50               | La mateixa mida que una pila tipus A, i 1,5 vegades la llargària d'una CR123A. Les piles de la marca SAFT (3600mAh) no són recarregables. |
| 17670                          |                       | 1250                   | 17               | 67               | Dues vegades la llargària d'un pila CR123A estàndard. |
| 18350                          |                       | 700–1200               | 18               | 35               | Cinc mm més curta que una pila 18500. |
| 18490                          |                       | 800–1300               | 18               | 49               | Un mm més curta que una pila 18500. Equivalent a 3 piles AAA dins adaptador |
| 18500                          |                       | 2000                   | 18               | 50               | De la mateixa llargària que una pila AA, però de diàmetre més gran. |
| 18650                          | 168A                  | 1500–3600              | 18               | 65               | Aquest tipus de cel·la s'utilitza com a primària en moltes bateries d'ordinadors portàtils, eines elèctriques sense fils, certs cotxes elèctrics, scooters elèctrics , la majoria de bicicletes electròniques (bicicletes mogudes per motors elèctrics), cigarrets electrònics, i llinternes LED |
| 20700                          |                       | 3000–4000              | 20               | 70               | Presentat per Sanyo/Panasonic per a ús en eines elèctriques portàtils com a successor de major potència i capacitat superior de les cel·les 18650. |
| 21700                          | 21-70, 2170           | 4200–5000              | 21               | 70               | Anunciat per Samsung i LG Chem el 2015 per a bicicletes elèctriques. A partir del 5 de gener del 2017 es fabrica a la Tesla Gigafactory 1 per al cotxe Tesla Model 3 . |
| 25500                          | tipus C               | 2500–5000              | 25               | 50               | Aproximadament la mateixa dimensió que una pila tipus C. |
| 26650                          |                       | 3300–5200              | 26               | 65               | Mida popular com ANR26650 LiFePO₄ cel·les d' A123 Systems per a l'ús de hobby de control de ràdio. També s'utilitza en llinternes LED de gran potència. |
| 32600                          | tipus D               | 3000–6000              | 32               | 60               | Aproximadament la mateixa dimensió que una pila tipus D. |
| 32650                          |                       | 5000–6000              | 32               | 67.7             | Popular en llinternes LED grosses. |
| 75400                          |                       | 80–150                 | 7.5              | 40               | S'utilitza en alguns cigarrets electrònics . |

### Piles 18650 i 2170

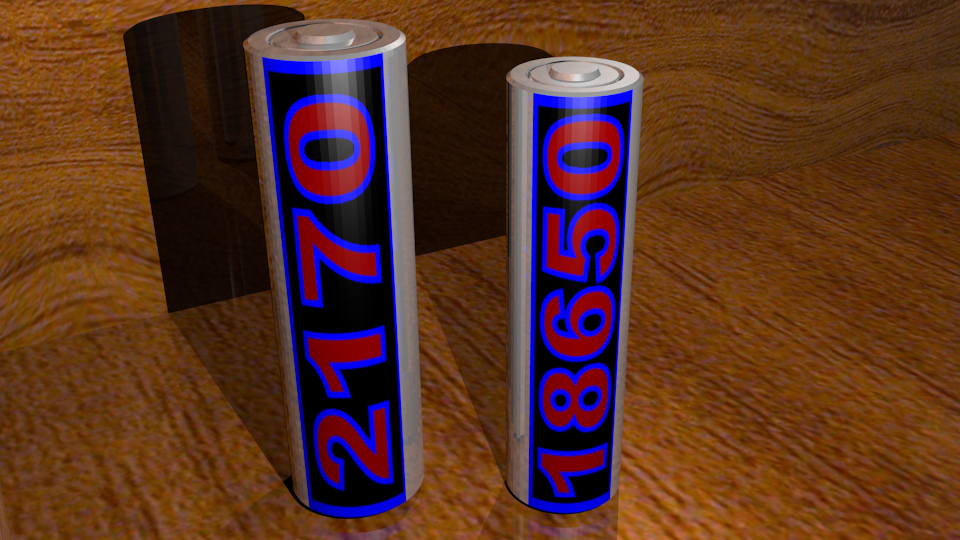
Piles 2170 (usada en el Model 3) i 18650 (usada en el Model S i Model X).

A diferència dels Tesla Model S, Model X i Renault ZOE, que usen la pila de ions de liti 18650 (18 mm. de diàmetre i 65 mm. de llargària), el Tesla Model 3 empra piles de ions de liti 2170 (21 mm. De diàmetre i 70 mm. de llargària) fabricades a la Gigafabrica a Reno, Nevada. La bateria 2170 és un 50% més gran en volum que la 18650 i pot lliurar entre 5750 i 6000 mA, mentre que la 18650 només lliura 3000 mA.
Les cel·les tenen una molt alta densitat energètica, perquè s'ha reduït significativament el contingut de cobalt, a la vegada que s'ha incrementat el contingut de níquel, mantenint l'estabilitat tèrmica. El contingut de cobalt del càtode de Níquel-Cobalt-Alumini és inferior al de Níquel-Manganès-Cobalt que fa servir una relació de 8:1:1 emprada per altres fabricants. La versió Standard té 2976 piles agrupades en grups de 31 i la versió Long Range té 4416 en grups de 46.
Tesla espera produir les bateries 2170 al mateix cost que les 18650, el que significa una reducció del preu del paquet de bateries. La química de la bateria s'ha millorat bastant i té una major densitat energètica. La producció massiva de la bateria 2170 a la Gigafábrica permet aTesla arribar a una bona economia d'escala.
Perquè les bateries romanguin sempre en un interval de temperatures òptim el Tesla Model 3 disposa d'un sistema actiu de refrigeració líquida. A la part inferior del para-xocs davanter té una reixa mòbil que permet regular el pas de l'aire per a la refrigeració de la bateria. El sistema de gestió de bateries és similar a l'usat pel Tesla Model S i Tesla Model X i s'aconsegueix una longevitat de les bateries més gran que en els vehicles que tenen un sistema de refrigeració passiu mitjançant aire

## Piles obsoletes
Aquests tipus ja no es fabriquen ni s'utilitzen només en aplicacions antigues

### Sèrie PP

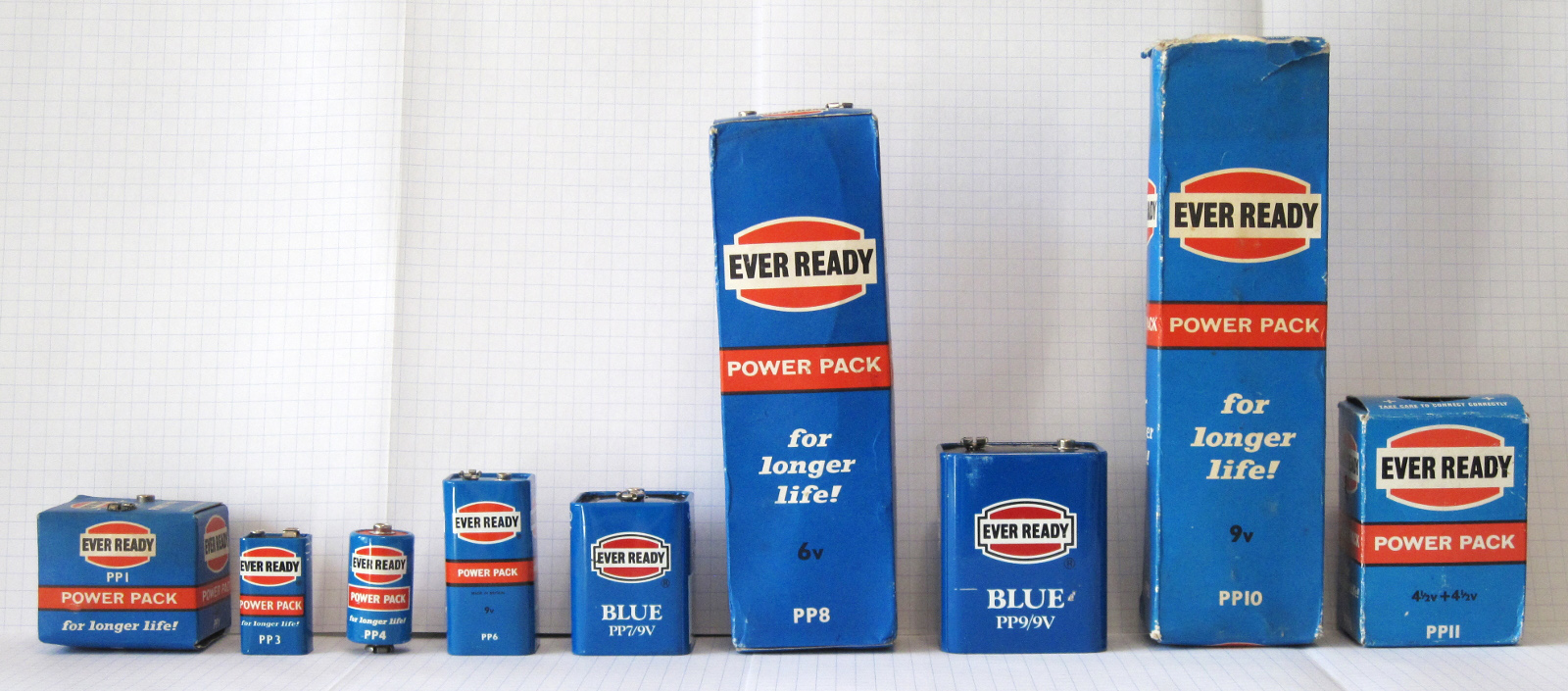
Gamma de bateries PP

La sèrie PP (Power Pack) va ser fabricada per Ever Ready al Regne Unit (Eveready als Estats Units). La sèrie va incloure bateries de carboni-zinc multicel·lulars usades per a dispositius electrònics portàtils. La majoria de mides són poc freqüents en l'actualitat, no obstant això, la mida PP3 (i en menor mesura PP8 i PP9, que s'utilitzen en esgrima elèctrica i aplicacions marines respectivament) està fàcilment disponible. El PP4 era cilíndric; tots els altres tipus eren rectangulars. La majoria tenien terminals encaixats com es veia al tipus comú PP3. Es tractava de dues mides incompatibles, com és evident en algunes de les imatges de sota, les de tipus de bateries més grans, majoritàriament antigues, com la PP9 sent una mica més grans que les de les bateries més petites, com el PP3.
| Imatge | Noms | Noms                                                                  | Típic </br> capacitat </br> (mAh) | Nominal </br> voltatge </br> (V) | Dimensions </br> (mm)                | Comentaris |
| Imatge | PP   | Altres comuns                                                         | Típic </br> capacitat </br> (mAh) | Nominal </br> voltatge </br> (V) | Dimensions </br> (mm)                | Comentaris |
| ------ | ---- | --------------------------------------------------------------------- | --------------------------------- | -------------------------------- | ------------------------------------ | --- |
|        | PP1  |                                                                       |                                   | 6                                | H: 55,6 </br> L: 65,5 </br> W: 55,6  | Aquesta bateria tenia dos connectors interconnectats 35 mm (1.4 in) part. |
|        | PP3  | Vegeu anteriorment de 9 volts                                         | Vegeu anteriorment de 9 volts     | Vegeu anteriorment de 9 volts    | Vegeu anteriorment de 9 volts        | Vegeu anteriorment de 9 volts |
|        | PP4  | 226 </br> NEDA 1600 </br> IEC 6F24                                    |                                   | 9                                | H: 50,0 </br> Diàmetre: 25,5         | |
|        | PP6  | 246 </br> NEDA 1602 </br> 6135-99-628-2361 (NSN) </br> IEC 6F50-2     | 850                               | 9                                | H: 70,0 </br> L: 36,0 </br> W: 34,5  | La distància del centre entre els terminals és màx. 12,95 mm amb ambdós desplaçaments 7 mm nominal per la vora més ampla de la bateria. La massa és de 120 g. |
|        | PP7  | 266 </br> NEDA 1605 </br> 6135-99-914-1778 (NSN) </br> IEC 6F90 </br> | 2500                              | 9                                | H: 63 </br> L: 46 </br> W: 46        | La distància del centre entre els terminals és màx. 19.2 mm. La massa és de 200 g. |
|        | PP8  | SG8 </br> "Esgrima"                                                   |                                   | 6                                | H: 200,8 </br> L: 65,1 </br> W: 51,6 | Aquesta bateria normalment tenia dos connectors puntuals, però hi ha disponibles quatre versions del connector. Van ser espaiats 35 mm (1.4 in) part. Aquest tipus de bateries de vegades s'utilitza en aplicacions d'esgrima elèctrica. |
|        | PP9  | 276 </br> NEDA 1603 </br> 6135-99-945-6814 (NSN) </br> IEC 6F100      | 5000                              | 9                                | H: 81,0 </br> L: 66,0 </br> W: 52,0  | Aquesta bateria té dos connectors interconnectats de 35 mm (1.4 in) part. |
|        | PP10 |                                                                       |                                   | 9                                | H: 226,0 </br> L: 66,0 </br> W: 66,0 | Aquesta bateria tenia connectors de dos pins. Eren un sol ⌀3.2 pin negatiu mm i un sol single4.0 mm positiu entre 13.0 mm de distància. |
|        | PP11 |                                                                       |                                   | 4,5 + 4,5                        | H: 91,3 </br> L: 65,1 </br> W: 52,4  | Aquesta bateria contenia dues bateries independents de 4.5V i tenia un connector de quatre pins. 9 V amb aixeta central estava disponible mitjançant cablejat en sèrie. N'hi havia dos ⌀3.2 pins negatius mm espaiats 9,5 mm de distància i dos ⌀4,0 pins positius mm espaiats 14.3 mm de distància. Es van espaiar els pins negatius i positius 18.1 mm de distància. Es va utilitzar en alguns amplificadors de ràdio precoç de transistor amb una fase de sortida de classe B, permetent connectar els altaveus forts entre la sortida de l'amplificador i l'aixeta del centre de la bateria. |